# Гуго IV (граф Ретеля)
Гуго (Юг) IV (Hugues IV de Rethel) (ум. 8 октября 1275/1277) — граф Ретеля. Единственный сын Манассе V и его жены Изабеллы. Последний мужской представитель второй династии графов Ретеля.
Родился не ранее 1233 г. Наследовал отцу между 1271 и 1274 гг., но вскоре умер.
Согласно Europäische Stammtafeln у Гуго IV было последовательно 3 жены:
- Агнесса де Шини, дама д’Ажимон и де Живе (ум. после 1253),
- Мария д’Энгьен (ум. до 1275), дама де Тьёзи, дочь Сойера д’Энгьен, вдова графа Жана де Бриенна,
- Изабелла де Гранпре (ум. до 4 апреля 1292), дочь Генриха V, графа де Гранпре.

Ребёнок от первой жены умер в молодом возрасте. От второй жены детей не было. От третьей жены дочь:
- Жанна (ум. после 12 марта 1328), графиня Ретеля.

Вдова Гуго IV Изабелла де Гранпре после его смерти вышла замуж за Николя де Шарбоня, который принял титул графа Ретеля (упоминается с ним в документе 1280 г.).
Дочь Гуго IV Жанна в декабре 1290 г. вышла замуж за Людовика Фландрского, графа Невера. После свадьбы он принял титул графа Ретеля.